# Nadleśnictwo Narol
Nadleśnictwo Narol – jednostka organizacyjna lasów państwowych podległa RDPL w Krośnie. Teren nadleśnictwa obejmuje tereny części Południoworoztoczańskiego Parku Krajobrazowego, położone na Roztoczu Środkowym i Południowym, w zlewni rzeki Tanew.

## Historia
Lasy na tym terenie były własnością prywatnych majątków ziemskich, które na mocy Dekretu PKWN z 12 grudnia 1944 roku zostały upaństwowione. W 1945 roku utworzono Nadleśnictwa Ruda Różaniecka i Horyniec, a w 1948 roku z wydzielonego terytorium tych nadleśnictw, utworzono Nadleśnictwo Narol. W 1973 roku do Nadleśnictwa Narol przyłączono Nadleśnictwa Ruda Różaniecka i Horyniec jako obręby. W 1984 roku obręb Horyniec został włączony do Nadleśnictwa Lubaczów. 

## Ochrona przyrody
Na terenie Nadleśnictwa Narol istnieją trzy rezerwaty przyrody o łącznej powierzchni 293,90 ha:
- Minokąt – utworzony w 1995 roku, w Leśnictwa Kadłubiska. Powierzchnia rezerwatu wynosi 23,16 ha.
- Bukowy Las – utworzony w 1998 roku, w Leśnictwie Maziarnia. Powierzchnia rezerwatu wynosi 84,84 ha.
- Źródła Tanwi – utworzony w 1998 roku, w Leśnictwie Złomy. Powierzchnia rezerwatu wynosi 185,90 ha.

Na terenie nadleśnictwa znajdują się Obszary Natura 2000: Puszcza Solska i Roztocze. Projektowane są obszary: Uroczyska Puszczy Solskiej, Uroczyska Roztocza Wschodniego, Horyniec i Minokąt.
Na terenie nadleśnictwa utworzono 75 użytków ekologicznych, o łącznej powierzchni 262,61 ha.
W 1993 roku na terenie nadleśnictwa wytyczono 9 pomników przyrody.